# Brotherhood (New Order)
Brotherhood è il quarto album discografico della band inglese New Order, pubblicato nel settembre 1986.

## Tracce
1. Paradise – 3:50
2. Weirdo – 3:52
3. As It Is When It Was – 3:46
4. Broken Promise – 3:47
5. Way of Life – 4:06
6. Bizarre Love Triangle – 4:22
7. All Day Long – 5:12
8. Angel Dust – 3:44
9. Every Little Counts – 4:28
10. State of the Nation – 6:32

2008 Collector's Edition Bonus Disc
1. Bizarre Love Triangle (Shep Pettibone Remix) – 6:44
2. 1963 – 5:32
3. True Faith (Shep Pettibone Remix) – 9:02
4. Touched by the Hand of God – 7:05
5. Blue Monday '88 – 7:07
6. Evil Dust – 3:45
7. True Faith (Eschreamer Dub) (erroneamente intitolata come True Faith (True Dub)) – 7:52
8. Blue Monday '88 (Dub) (erroneamente intitolato come Beach Buggy) – 7:18

## Formazione
New Order
- Bernard Sumner - voce, chitarra elettrica, sintetizzatore, programmazione
- Peter Hook - basso, percussioni, cori
- Stephen Morris - batteria, sintetizzatore, programmazione
- Gillian Gilbert - sintetizzatore, programmazione, chitarre, cori

Tecnici
- New Order - produzione
- Michael Johnson - ingegneria